# Conservatoire à rayonnement régional de Clermont-Ferrand
Le conservatoire à rayonnement régional de Clermont-Ferrand, également appelé conservatoire Emmanuel-Chabrier, est un conservatoire à Rayonnement Régional, établissement d'enseignement artistique agréé et contrôlé par l'État (Direction générale de la Création artistique du ministère de la Culture et de la Communication), représenté par la direction régionale des Affaires culturelles (DRAC). Il propose trois spécialités, musique, chorégraphie et art dramatique. Il est situé à Clermont-Ferrand (Puy-de-Dôme, France).

## Histoire
Le conservatoire a été créé par Aloÿs Claussmann en 1909. Il résulte de la fusion de deux écoles privées de musique (le Petit Conservatoire de Jean Soulacroup et l'Institut Artistique de Louis Gémont) en une école de musique vocale et instrumentale, à laquelle la municipalité accorda en 1908 des locaux Place Gaillard et des subsides, avant d’en faire, un an plus tard, une école municipale de musique,. En 1968, l'école déménage dans l'ancien Collège des Jésuites. En 1976 elle devient Conservatoire National de Région puis en 2006 Conservatoire à Rayonnement Régional. L'école municipale de danse (créée en 1945) que le bâtiment abritait depuis 2006 fusionne avec le conservatoire en 2015. En 2018, le conservatoire est déclaré d’intérêt métropolitain par le conseil de Clermont Auvergne Métropole.

## Le CRR aujourd’hui
Le conservatoire et ses 80 professeurs accueillent 1 800 élèves.

### Diplômes délivrés
Le conservatoire décerne un certificat d'études musicales et un certificat d'études chorégraphiques, ainsi que les diplômes d’études chorégraphiques, musicales et théâtrales.

### Enseignement
Dans le domaine musical, le conservatoire délivre un enseignement concernant les cordes (violon, alto, violoncelle, contrebasse), les bois (flûtes, hautbois, basson, saxophone, clarinette), les cuivres (cor, trompette, trombone, tuba) ainsi que les instruments polyphoniques (piano, accordéon, guitare, harpe, orgue, percussions). Des classes de chant, d’écriture et de composition musicales, ainsi qu’un atelier consacré aux musiques actuelles et informatique musicale sont également organisés. 
La danse classique fait partie de l’offre chorégraphique du conservatoire ainsi qu’un cursus d’art dramatique à partir de 17 ans.

### Partenariats
Le conservatoire, en partenariat avec l’Éducation nationale, s’inscrit dans un cycle de classes à horaires aménagés. L'école primaire Jules-Ferry ainsi que le collège Jeanne-D’Arc participent à ce programme.

### Direction
- Aloÿs Claussmann (1909-1926)[2]
- Louis Gémond (1926-1936)[2]
- Francisque Darcieux (1936-1951)[2]
- Émile Passani (1951-1968)[2]
- Francis-Paul Demillac (1968-1976)[2]
- Michel Camatte (1976-1982)[2]
- Jean-Claude Amiot (1983-2000)[2]
- Gérard Cogne (2001-2010)[2]
- Patrice Couineau (2011-2020)
- Christophe Pereira (directeur intérim 2020-2021)
- Françoise Causin (2021[6]-2024)
- Christophe Pereira depuis 2024